# Kościół Niepokalanego Poczęcia Najświętszej Maryi Panny w Pokrzydowie
Kościół Niepokalanego Poczęcia Najświętszej Maryi Panny w Pokrzydowie – rzymskokatolicki kościół parafialny należący do parafii pod tym samym wezwaniem (dekanat Brodnica diecezji toruńskiej).
Obecna świątynia w stylu neoromańskim, została wzniesiona w 1866 roku. Do wyposażenia kościoła należą: XVIII-wieczny konfesjonał i ławy, pochodzące z kościoła reformatów w Brodnicy, feretron w stylu rokokowym z rzeźbą Najświętszej Maryi Panny Niepokalanego Poczęcia, granitowa kropielnica, być może z okresu średniowiecza.